# Lijst van vakbonden in Spanje
Dit is een lijst van vakbonden in Spanje.

### Vakbonden in Spanje
- Agrupación de los Cuerpos de la Administración de Instituciones Penitenciarias (ACAIP)
- Alternativa Sindical de Trabajadores (AST)
- ANPE - Sindicato Independiente
- Asociación Agraria de Jóvenes Agricultores (ASAJA)
- CESM
- Comisiones Obreras (CC. OO.)
- Confederación General del Trabajo (CGT)
- Confederación Nacional del Trabajo (CNT)
- Coordinadora de Organizaciones de Agricultores y Ganaderos (COAG)
- Central Sindical Independiente y de Funcionarios (CSI-CSIF)
- Coordinadora Obrera Sindical (COS)
- SATSE
- Solidaridad Obrera (SO)
- Confederación de Sindicatos de Trabajadores de la Enseñanza (STEs)
- Sindicato de Trabajadores de Comunicaciones (STC)
- Sindicat Independent Professional de Vigilancia y Serveis de Catalunya (SIPVS-C)
- Sindicato Unitario (SU)
- Unión General de Trabajadores (UGT)
- Unió de Pagesos
- Unión de Pequeños Agricultores y Ganaderos (UPA)
- Unión Nacional de Trabajadores (UNT)
- Unión Sindical Independiente de Trabajadores - Empleados Públicos (USIT-EP)
- Unión Sindical Obrera (USO)
- Sindicato Andaluz de los Trabajadores (SAT)